# Poborowo (Trzebielino)
Poborowo (kaschubisch Pòbòròwò, deutsch Poberow) ist ein Dorf im Powiat Bytowski der Woiwodschaft Pommern in Polen.
Das Rittergut Poberow war, zusammen mit Zettin, seit 1380 im Besitz der adligen Familie Puttkamer und blieb bis 1945 in der Familie, wenn auch zeitweise Anteile in familienfremdem Pfandbesitz waren.
Bis 1945 gehörte die Landgemeinde Poberow zum Kreis Rummelsburg in der preußischen Provinz Pommern. Neben Poberow wurden die Wohnplätze Sagemühl und Schäferei gezählt.

## Söhne und Töchter des Ortes
- Peter Karl Christoph von Keith (1711–1756), Leibpage und enger Vertrauter des preußischen Kronprinzen Friedrich